# Un bambino, una gatta e un cane
Un bambino, una gatta e un cane è un libro scritto da Angelo Petrosino vincitore della terza edizione del Premio Campiello Junior 2024.

## Trama
È la storia di un bambino che dall’Est Europa è condotto in Italia perché si dedichi all’accattonaggio. Il ragazzino sfugge al suo sfruttatore, percorre un tratto d’Italia per allontanarsi il più possibile dal luogo dove è stato portato e giunge a Torino. 
Nella grande città, con coraggio, intelligenza, impegno cerca di sopravvivere lavorando e occupandosi in piccole attività che gli permettono di tirare avanti a fatica.
Fa amicizia con una gatta e un cane, a loro volta sfuggiti a una sorte penosa e, insieme, intrecciano un rapporto intenso di solidarietà.
Quando affronteranno un momento difficile e pericoloso, incontreranno una anziana farmacista, che darà ai tre una casa e un porto sicuro.